# Viladecans
Viladecans este o localitate în Spania în comunitatea Catalonia în provincia Barcelona. În 2006 avea o populație de 61.168 locuitori cu o suprafață de 20 km2.
1. ↑  Nomenclátor Geográfico de Municipios y Entidades de Población (20240402 edition)
2. ↑   https://metropoliabierta.elespanol.com/gran-barcelona/20241007/olga-morales-sustituira-carles-ruiz-como-alcaldesa-de-viladecans/891660900_0.html Lipsește sau este vid: |title= (ajutor)
3. 1 2   http://www.idescat.cat/pub/?id=aec&n=925&t=2016 Lipsește sau este vid: |title= (ajutor)